# David Chauvel
Pour les articles homonymes, voir Chauvel.
David Chauvel, né le 18 décembre 1969 à Rennes, est un scénariste de bande dessinée français.

## Biographie
Après un BTS de commerce international suivi d'une période de chômage, David Chauvel découvre V pour Vendetta qui éveille son intérêt pour la bande dessinée. Ayant contacté le studio Atchoum au début des années 1990, il débute aux éditions Delcourt avec la série Rails, dessinée par Fred Simon et publiée entre 1992 et 1995. En parallèle, il écrit la série Black Mary (Glénat), qui compte trois volumes dessinés par Erwan Fagès et publiés entre 1993 et 2007. 
Avec Erwan Le Saëc, il entreprend Les Enragés (cinq volumes entre 1994 et 1998) chez Delcourt. Pour ce même éditeur, il conçoit les séries Nuit noire avec Jérôme Lereculey (trois volumes entre 1996 et 1997), Le Poisson-Clown avec Fred Simon (quatre volumes entre 1997 et 2001), Trois allumettes avec Hervé Boivin (1999), Lunatiks avec Stevan Roudaut (1999), Arthur, de nouveau avec J.Lereculey (neuf volumes entre 1999 et 2006) et Ring Circus avec Cyril Pedrosa (quatre volumes entre 1998 et 2004). 
David Chauvel reprend également des collaborations avec Erwan Le Saëc pour le one-shot Flag (1999), et la série Ce qui est à nous (dix volumes entre 1999 et 2005), une série sur la mafia américaine. En parallèle, il écrit Station debout pour Thomas Ehretsmann (2000) et la série Quarterback pour Malo Kerfriden (quatre tomes entre 2000 et 2003), Ocean City pour Vincent Komorowski (deux volumes en 2001 et 2004) et Lili & Winker, un diptyque, avec Hervé Boivin. Il entreprend également une série jeunesse, Popotka le petit Sioux, dessinée par Fred Simon (sept volumes entre 2002 et 2007), puis une autre intitulée Octave (quatre volumes publiés de 2003 à 2006) dessinée par Alfred et colorisée avec l'aide de Walter. Il scénarise Shaolin Moussaka pour Cyril Pedrosa (trois volumes entre 2004 et 2006) avant d'adapter Le Magicien d'Oz, servi par le dessin de Enrique Fernández. En 2006, il reprend une collaboration avec Hervé Boivin pour Le Sabre et l'épée (quatre volumes entre 2006 et 2009), tout en scénarisant une autre série (8 volumes) avec Erwan Le Saëc : Mafia story. Cette série qui retrace la véritable histoire du crime organisé new-yorkais[réf. souhaitée] est la suite de la série Ce qui est à nous. Il participe aussi à la série collective Sept. 
En 2007, Il propose une adaptation de L'île au trésor en trois volumes parus en 2007 
,,  2008  et 2009 . Une édition intégrale (144 pages) paraitra en 2017, toujours chez Delcourt .
Pour l'éditeur Dupuis, il lance Brigade fantôme , série jeunesse (deux volumes en 2007 et 2009). Toujours pour Delcourt, il écrit l'album jeunesse Séraphin et les animaux de la forêt, dessiné par J.Lereculey, publié en 2008. Puis en 2009, il participe à l'album collectif Summer of the 80’s , publié par Dargaud et Arte et en 2010, s'associant à Xavier Collette, il propose une adaptation d'Alice au pays des merveilles,. L'album parait opportunément au moment de la sortie en salles du film Alice au pays des merveilles (Alice in Wonderland) de Tim Burton, ce que ne manque pas de souligner la critique,.
David Chauvel élabore des scénarios dans de nombreux domaines, avec un style dynamique rappelant les procédés cinématographiques.
En plus des albums qu'il scénarise, il devient directeur de collection chez Delcourt  sur la série : C.O.P.S. la collection « 7 » ainsi que la (Collection Impact) où il supervise les séries : Watch, Flamingo, Akademy, et Égide.

## Œuvres publiées

### Séries
David Chauvel est scénariste des séries suivantes :

### One shots
- Fatman tome 4 de la série La Grande Évasion, dessins de Denys, Delcourt en 2013.
- Alice au pays des merveilles, Drugstore, 2010
Scénario : David Chauvel - Dessin : Xavier Collette - Couleurs : Xavier Collette
- Flag [4], Delcourt (collection Encrages), 1999
Scénario : David Chauvel - Dessin : Erwan Le Saëc - Couleurs : N&B
- Séraphin et les animaux de la forêt, Delcourt (collection Jeunesse), 2008
Scénario : David Chauvel - Dessin : Jérôme Lereculey - Couleurs : Cédrine Louise
- Station debout, Delcourt (collection Sang Froid), 2000
Scénario : David Chauvel - Dessin et couleurs : Thomas Ehretsmann
- Summer of the 80’s [12],[13], Dargaud et Arte, 2009
Scénario : collectif (dont Chauvel) - Dessin : collectif (dont Alfred)
- Trois allumettes[4], Delcourt (collection Encrages), 1999
Scénario : David Chauvel - Dessin : Hervé Boivin - Couleurs : N&B

## Prix
- 2004 :  prix de l'Enseignement 41 pour le Jeune Public pou octave et la daurade royale